# نيلسون بوب
نيلسون بوب (بالإنجليزية: Nelson Bobb)‏ مواليد 25 فبراير 1924 في فيلادلفيا - الوفاة 08 ديسمبر 2003، كان لاعب كرة سلة أمريكي. بدأ مسيرته الاحترافية في سنة 1949. تم اختياره من قبل فريق غولدن ستايت ووريورز خلال الدرافت. حمل الرقم 5. بلغ طوله 6 قدم 0 بوصة (1.8 م). اعتزل اللعب في 1953.

## روابط خارجية
- نيلسون بوب على موقع إن بي أي (الإنجليزية)
- نيلسون بوب على موقع سبورتس رفرنس (الإنجليزية)
- نيلسون بوب على موقع كلية كرة السلة في سبورتس رفرنس.كوم (الإنجليزية)
- نيلسون بوب على موقع ريلجم (الإنجليزية)
- نيلسون بوب على موقع بروبوليرز (الإنجليزية)